# Kurt Lutman
Kurt Lutman (Rosario, Santa Fe, 11 de septiembre de 1976) es un escritor, activista por los derechos humanos y exfutbolista argentino. Jugó profesionalmente en la primera y segunda división del fútbol de su país, y representó internacionalmente a la Argentina en categorías juveniles.

## Trayectoria

### Clubes
Formado en las divisiones inferiores de Newell's Old Boys, hizo su debut como profesional en 1994. 
Jugó una temporada en el Nacional B, cuando el club rosarino lo cedió a su par mendocino de Godoy Cruz en 1995. En 1997 volvió a la categoría, cedido esta vez a Huracán Corrientes.
Se retiró en 2000, a sus 24 años, hastiado del fútbol profesional. Tras dejar el deporte, trabajó en otros rubros como la albañilería y el circo.

### Selección nacional
Lutman disputó la Copa Mundial de Fútbol Sub-17 de 1993 en Japón como miembro de la selección de Argentina.

## Activismo y literatura
Aunque no tenía familiares detenidos desaparecidos por el terrorismo de Estado en Argentina, comenzó a militar en HIJOS a partir de 1998.
Es un crítico del actual sistema del deporte profesional y un promotor del deporte social.
Ha colaborado con diversos medios de prensa impresos y digitales. Es autor de cinco libros de cuentos y ensayos que ha editado y publicado de manera autogestiva: El agua y el pez (2015), Semillas para barriletes (2017), Vientos que juegan con fuego (2019), Arco Sur (2020) y Errando goles cantados (2023).
También colaboró con textos en las antologías Pelota de papel y Pelota de papel 2, impulsadas por el periodista Juan Jurado.